# Stele von Steinenbronn

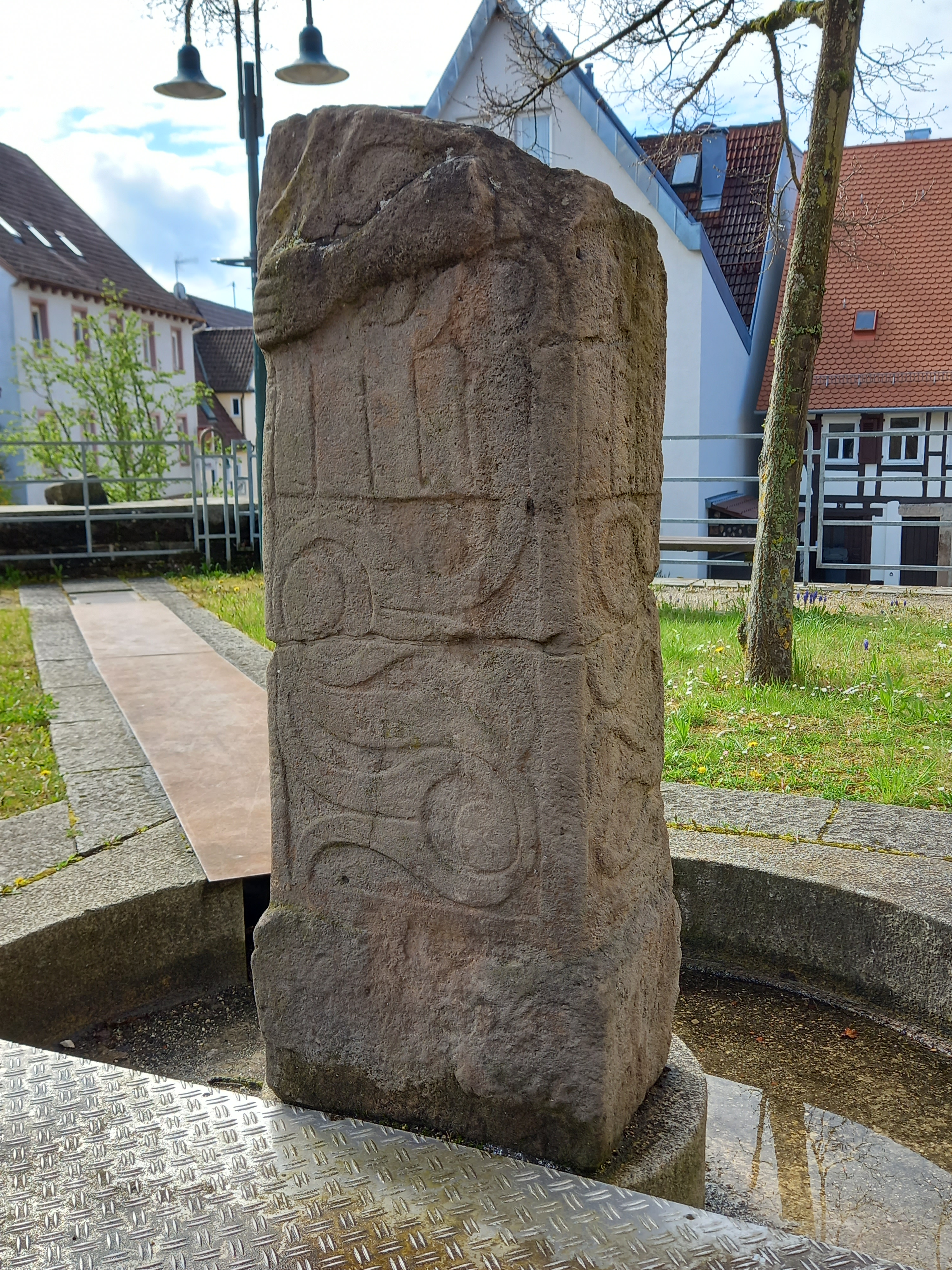
Stele von Steinbronn: Frontansicht des Abgusses auf dem Dorfplatz von Steinenbronn

Die keltische Stele von Steinenbronn ist eine rechteckige Sandsteinskulptur aus der frühen bis mittleren Latènekultur (400–300 v. Chr.). Von der Stele ist nur der untere Teil einer ursprünglich wahrscheinlich anthropomorphen (menschgestaltig) Figur erhalten. Alle vier Seiten des rechteckigen Fragments zeigen eine flache, durch Schliff fein geglättete Reliefverzierungen mit typisch keltischen Ornamenten. Die Stele befindet sich in Stuttgart in der Sammlung des Landesmuseums Württemberg.

## Fund
Die Stele wurde 1864 bei Waldarbeiten im Gewann Greuthau im Landkreis Böblingen zwischen Steinenbronn und Waldenbuch  gefunden. Der Fundort lag auf Steinenbronner Markung am Abhang des Siebenmühlentals zur Schlösslesmühle hin zwischen der Hasenhofstraße und der Schweißerstraße. Die Stele wurde im selben Jahr von der 1862 gegründeten, in Stuttgart gelegenen Königlichen Staatssammlung vaterländischer Kunst- und Altertumsdenkmale erworben. Die Stele wurde bei ihrer Inventarisierung im handschriftlichen Katalog der Steindenkmäler des früheren Kunstkabinetts, mit folgender Notiz erwähnt: „N. 195. Vierseitiger Stein aus dem frühen Mittelalter, auf allen vier Seiten mit Pflanzenornamenten, auf einer mit einem Arm. Gefunden im Greuthau Waldenbucher Reviers, bei Waldenbuch, unweit der Schlößlesmühle. Erworben 1864.“ Die Bedeutung des Fundes wurde erst um 1920 von den Archäologen Robert Knorr und Friedrich Drexel erkannt. Sie untersuchten die Stele und beschrieben sie im Detail.
Es sei noch angemerkt, dass der Fundort der Stele nur etwa zwei Kilometer von der Viereckschanze Leinfelden-Echterdingen und zehn Kilometer von der Fundstelle der Stele von Holzgerlingen entfernt liegt. Im oberen Waldteil des Greuthau wurden später zwei keltische Grabhügel entdeckt. Vermutlich befanden sich in keltischer Zeit außerhalb des heutigen Waldes weitere Grabhügel, die jedoch eingepflügt wurden.

## Beschreibung und Interpretation
Die Stele ist aus Stubensandstein gearbeitet der in der weiteren Umgebung der Fundstelle häufig vorkommt, wie zum Beispiel im Schönbuch. Sie kombiniert Rankenmuster und menschliche Darstellung. Die Stele hat eine Höhe von etwa 125 cm, ist 42 cm breit und hat eine Tiefe von 30 cm. Der nur roh behauene, etwa 26 cm hohe Sockel der Stele hat einen rechteckigen Grundriss. Um die Standfestigkeit der Stele zu gewährleisten, war der Sockel in den Boden eingelassen. Der erhaltene, über dem Sockel liegende fein bearbeitete Bildteil ist etwa einen Meter hoch. Seine Rechteckform verjüngt sich leicht nach oben hin. Dieser Teil bildet wahrscheinlich die Figur einer Götter- oder Menschendarstellung deren Oberkörper und Kopf nicht erhalten sind.
Im unteren Bildteil sind alle vier Seiten der Stele mit jeweils verschiedenen, typisch keltischen Ornamenten verziert. Die flachen, durch Schliff geglätteten Reliefverzierungen werden als Fischblasenmuster bezeichnet. Diese auf die Seite gezogenen Volute wurden in der mittleren Latènezeit ebenfalls auf Waffen- (Schwertscheiden) und Rüstungsteilen (Helme und Schilde) sowie auf Gebrauchs- und Schmuckgegenständen wie Spiegel, Genwandfibeln und Broschen angebracht. Sie werden dem Waldalgesheimstil zugeordnet. T. G. E. Powell hat diese Ornamente als Gewandfalten interpretiert.
Die oberhalb der Ornamente angebrachten blockartigen, vertikalen Streifen stellen möglicherweise Gewandfalten dar oder zeigen von einem Panzer herabfallende Riemen. Letztere Interpretation würde eine Kriegerdarstellung nahelegen. Die Streifen sind oben mit einem Gürtel verbunden der mit geometrischen Ornamenten verzierter ist die als Treppen- oder Zinnenmuster bezeichnet werden. Diese Muster sind im keltischen Kulturkreis der frühen Latènezeit häufig verwendete Schmuckelemente. Oberhalb des Gürtels setzt sich das Fischblasenmuster bis zu den Bruchrändern fort.
Auf der Vorderseite der Stele ist von der Figur noch der linke Arm und die dazugehörende Hand erhalten. Es sind lediglich die mittleren Teile der Finger der Hand abgesplittert, die sich um die Kante herum legt. Die zierlichen Fingerspitzen sind auf der Schmalseite der Stele erhalten. Der rechte Arm fehlt. Die schräg verlaufende Bruchstelle deutet vielleicht darauf hin, dass der Arm stark nach oben zur Brust hin abgewinkelt war. Dann läge die rechte Hand vermutlich auf der Brust der Figur.

## Datierung
Robert Knorr datierte die Stele aufgrund der Verzierungen über dem Gürtel als Arbeit der Latènezeit; genauer in das 3. oder 2. (spätestens 1.) Jahrhundert v. Chr. Friedrich Drexel datierte sie etwas älter, nämlich in das 5. Jahrhundert v. Chr. Sowohl Powell als auch J. V. S Megaw hoben die Ornamente im Waldalgesheimstil hervor und datierten die Stele damit in die Latènezeit-Ib (Zirka 380–330 v. Chr.). Megaw bezeichnete diese Datierung jedoch als „keineswegs verbindlich“. Vielmehr wies er darauf hin, dass die Stele bei einer so frühe Datierung „ein einzigartiges Stück für diese Zeit darstellt“. Heute wird die Stele trotz mangelnder Informationen über den Fundkontext aufgrund der Ornamente im Waldalgesheimstil, die sich im Bereich des Armes befinden, mit einiger Sicherheit in das 4. Jahrhundert v. Chr. datiert.

## Wertung
Die Stele von Steinenbronn gehört neben der Pfalzfelder Säule, dem Heidelberger Kopf, der Stele von Holzgerlingen, dem Krieger von Hirschlanden und der 1996 ausgegrabenen Sandsteinplastik des Keltenfürsten von Glauberg zu den bedeutendsten keltischen Steindenkmälern in Deutschland. Beim Vergleich der Steinenbronner- mit der Holzgerlinger Stele schloss Kurt Bittel, dass die Stele von Steinenbronn „aus der Hand eines für seine Zeit bedeutenden keltischen Bildhauers hervorgegangen sein muss“. Sie stehe erheblich über dem Werk von Holzgerlingen.
Das Original der Stele befindet sich im Stuttgarter Landesmuseum Württemberg. Der erste Abguss der Stele steht auf dem Dorfplatz von Steinenbronn und ein zweiter Abguss ist Teil des archäologischen Lehrpfades in der Nähe der keltischen Riesenschanze bei Echterdingen.